# Перица Стојанчић
Перица Стојанчић (Београд, 18. март 1940 —  2020) био је један од првих рокенрол певача у бившој Југославији. Био је веома популаран средином шездесетих, посебно у Србији.

## Биографија
Рођен је у Београду, али је своје детињство и младост провео у Нишу. Почетком шездесетих био је једна од наших првих рок звезда, остварио је утицај на готово све нишке саставе из тог периода.

## Музичка каријера
Његов певачки деби догодио се 1959. године у популарној емисији Радио Београда “Микрофон је ваш” а каснијим ангажманом у нишком хотелу Парк постао је “локална атракција”.
У том периоду наступа са локалним оркестрима по хотелима у Србији где и бива запажен од стране људи из ПГП РТБ-а.
Први уговор са ПГП РТБ-ом потписује децембра 1962, када се преселио у Београд у коме је представљен као “урлатор из Ниша”.
Прву плочу снима у фебруару 1963. године и на њој су четири песме које су постигле завидан успех.
Током 1963. и 1964. наступа са групама Срећне руке, а затим и са Срећним дечацима, са великим бројем наступа и турнејом по Србији, Македонији и Босни.
Те године снима и своју другу плочу са четири песме.
Године 1965. упознао је Елипсе, и са њима снимио своју најпознатију плочу, са по две песме, што је била једна од најпродаванијих плоча те године и која их је у то време винула у сам врх шоу бизниса.
Одмах по објављивању плоче одржали су и заједнички концерт у Дому Синдиката у Београду.
Средином 1966. године одлази са Ангелом Влатковићем и Вањом Стојковић на тромесечну турнеју по Немачкој, а затим и одлучује да тамо настави будућу каријеру.
Свирао је у Немачкој, а затим се и настанио у Холандији.
Током 1968. упознаје чланове групе Монтенегро 5 и са њима ради још једну турнеју по Немачкој, све до јануара 1969. када се разболео.
Враћа се у Ниш, и снима још једну плочу, али она није остварила значајнији успех.
Све до 1974. није наступао због болести, а од тада у Холандији наступа са групом Musketeers, са којима је остао 13 година.
Од 1988. до 1994. наступа са групом Peter & Pacemakers, док од 1995. до средине 2000-тих је радио у групи Double Dutch.
Перица Стојанчић преминуо је 2020. године.

## Дискографија
- Перица Стојанчић (И Квинтет А-Б-Ц) (1963)

1. Луциа (Lucille)[2]
2. Те ноћи (It Wasn't A Dream)
3. За све је крив Твист (La Faute Au Twist)
4. Врт љубави (Dans Un Jardin D'Amour)[3]

- За нас (1964)

1. За нас (That Is Rock)[4]
2. Далеко од мене (Loin De Moi)[5]
3. Шетам (When I'm Walking)[6]
4. Драга, ох, драга (Chérie, Oh Chérie)[7]

- Перица Стојанчић / Елипсе (1965)

1. Sentimental Baby[8]
2. Ни збогом ниси рекла[9]
3. Плажа[10]
4. Сигнал Евровизије[11]

- Перица Стојанчић – Пева уз свој Ансамбл (1969)

1. Моја жена и ја[12]
2. Цвеће за тебе[13]
3. Женим сина[14]
4. Без осмеха[15]